# Мифы Дориды

## Персонажи мифов
- Агамедид. Внук Ктесиппа (сына Геракла), отец Ферсандра[1].
- Адраст. Сын Геракла. Покончил с собой, бросившись в огонь по оракулу Аполлона[2].
- Антимах. Сын Фрасианора, отец Деифонта[3] и Амфианакта[4].
- Антиох (сын Геракла).
- Аргия[5]. Дочь Автесиона. Жена Аристодема[6].
- Аристехма. Дочь Гилла, жена Поликаона[7]
- Аристодем (сын Аристомаха).
- Аристомах.
- Бут.[8] Отец Поликаона и Поликреонта[9].
- Гераклиды.
- Гилл.
- Гиппоной. Сын Геракла. Покончил с собой, бросившись в огонь согласно оракулу Аполлона[2]. Возможно, спутан с другим Гиппоноем.
- Глен. (либо Гленей[10].) Сын Геракла и Деяниры[11].
- Годит. Сын Геракла и Деяниры (по версии)[10].
- Деимах. Сын Поликаона и Аристехмы[7].
- Деянира.
- Димант (сын Эгимия).
- Дор[12]. Старший сын Аполлона и Фтии. Из Куретиды. Вместе с братьями убит Этолом[13].
- Дор (сын Эллина).
- Дорией. По альтернативной версии дорийского вторжения, собрал изгнанников из ахейских городов после троянской войны и назвал их дорийцами, возглавил их возвращение[14]. Согласно Лисимаху, сын Неоптолема и Леонассы[15].
- Евехма. (Евехма.) Дочь Гилла, жена Поликреонта[7].
- Иола.
- Ифтима. Дочь Дора, возлюбленная Гермеса, мать Пронома[16]. Упомянута у Гесиода[17].
- Карн. См. Карней.
- Клеодай.
- Ктесипп. Сын Геракла и Астидамии[18].
- Ктесипп. Сын Геракла и Деяниры[19]. Отец Фрасианора (либо отец Фрасианора — предыдущий Ктесипп)[3].
- Лаодок. Сын Аполлона и Фтии. Из Куретиды. Вместе с братьями убит Этолом[13].
- Липефила. Дочь Иолая, жена Филанта[20]. Либо Деифила[21].
- Мелан. Сын Ликимния. Союзник Геракла в его походе на Эхалию, убит в бою[22].
- Онет[23]. (или Онит.) Сын Геракла и Деяниры[18].
- Орсобия. Из Эпидавра. Дочь Деифонта и Гирнефо, жена Памфила (сына Эгимия)[24].
- Памфил.
- Поликаон. Сын Бута, муж Аристехмы. Дети Деимах, Стефан[25]. Согласно Павсанию, ссылающемуся на «Великие Эои», муж Евехмы[26].
- Поликреонт. Сын Бута, муж Евехмы[7].
- Полипет. Сын Аполлона и Фтии. Из Куретиды. Вместе с братьями убит Этолом[13].
- Стефан. Сын Поликаона и Аристехмы[7].
- Ферсандр. Сын Агамедида. Царь клеестонийцев. Отец сестер-близнецов Лафрии и Анаксандры, выданных замуж за спартанских царей Еврисфена и Прокла[1].
- Филант.[21] Сын Антиоха[27]. Жена Липефила, дочь Иолая. Дети Гиппот и Феро[28][29].
- Фрасианор. Сын Ктесиппа, внук Геракла, отец Антимаха[30].
- Фтия. Возлюбленная Аполлона. Родила Дора, Лаодика и Полипойта[13].
- Эгимий.

## Топонимы
- Дорийцы. Племя[31].
- Куретида.[13]